# 比亞沃布熱吉
比亞沃布熱吉是波蘭的城鎮，位於該國中部皮利察河畔，距離拉多姆約30公里，由馬佐夫舍省負責管轄，面積7.51平方公里，2009年人口7,328。

## 外部連結
- Website of Białobrzegi （页面存档备份，存于）
- District Office in Białobrzegi （页面存档备份，存于）
- Jewish Community in Białobrzegi （页面存档备份，存于） on Virtual Shtetl
- Map, via mapa.szukacz.pl （页面存档备份，存于）

51°39′N 20°57′E / 51.650°N 20.950°E